# Фурусет (хокейний клуб)
«Фурусет» (норв. Furuset Ishockey) — хокейний клуб з міста Осло, Норвегія.

## Історія
Клуб заснований у 1934 році та є одним із засновником місцевої федерації з хокею.
Фурусет виграв перший з семи чемпіонатів Норвегії в 1949 році. Під керівництвом легендарного Лейфа Солгейма вони продовжили переможні традиції та виграли ще три чемпіонати на початку п’ятдесятих років.
Згодом в клубі настала зміна поколінь і «Фурусет» повільно почав поступатись іншим столичним командам і врешті-решт потрапили до нижчої ліги.
У 70-х роках клуб повернувся до вищого дивізіону. У 1980 клуб з Осло здобуває п'яту перемогу в чемпіонаті Норвегії, в цей час тут виступав Бйорн Скааре, який стане першим норвежцем в НХЛ. У 1983 «Фурусет» здобуває шостий титул чемпіонів країни, а ще через сім років вже нове покоління гравців здобуде сьомий чемпіонський титул, серед відомих гравців того часу, зокрема Петтер Сальстен, Оле Ескіл Дальстрем та інші.
У середині 90-х «Фурусет» зіткнувся з економічною кризою. Більшість найкращих гравців переїхали до більш заможних клубів. Команда на початку 2000-х перетворились на команду-ліфт.
У грудні 2008 року клуб оголосив, що знаходиться на межі банкрутства і повідомив усіх гравців, що вони більше не зобов'язані залишатися в клубі за контрактом і що виплата заробітної плати під загрозою.
З 2010-х команда виступає у другому дивізіоні, а з сезону 2012–13 повертається до першого дивізіону.

## Досягнення
Чемпіонат Норвегії
- Чемпіон (7): 1949, 1951, 1952, 1954, 1980, 1983, 1990